# Ховард, Джеймс Хауэлл
Джеймс Хауэлл Ховард (англ. James Howell Howard, 13 апреля 1913 — 18 марта 1995) — генерал ВВС США и единственный пилот-истребитель на Западноевропейском ТВД Второй мировой войны, награждённый Медалью Почёта — высшей военной наградой США.
Американский журналист Энди Руни, который во время войны был репортёром газеты «Старз энд Страйпс», назвал Ховарда «величайшим пилотом-истребителем времён Второй мировой войны».
Лично сбил 9 самолётов противника: шесть японских и три немецких.

## Биография
Родился в городе Гуанчжоу, Китай, где его родители жили в то время как его отец-офтальмолог обучался там хирургии глаза. В 1927 году вместе с семьёй вернулся в США, в город Сент-Луис.
В 1937 году окончил Помона колледж со степенью бакалавр искусств, и готовился пойти по стопам отца обучаться медицине. Но вскоре Ховард решил, что жизь пилота ВМС более привлекательна, чем обучение в течение шести лет на медицинском, и поступил кадетом в ВМС США. С января 1938 по январь 1939 года проходил лётную подготовку на Авиабазе ВМС в Пенсаколе.

### Служба

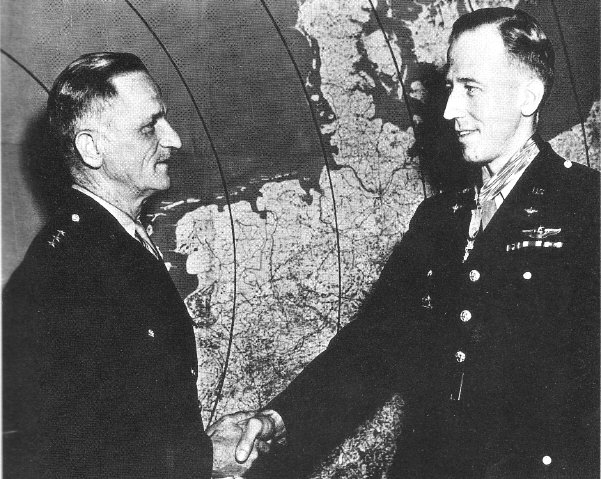
К.Спаатс вручает Д.Ховарду Медаль Почёта, июнь 1944, Лондон

В 1939 году начал службу в качестве пилота ВМС на борту авианосца «Энтерпрайз», базировавшегося в Пёрл-Харбор.
В июне 1941 года он перешёл из ВМС на службу в Добровольческий американский корпус, который воевал на стороне Китая во время Японо-китайской войны (1937—1945). Летал на истребителе Кёртисс P-40 в составе знаменитого подразделения Летающие тигры, совершив 56 боевых вылета сбив шесть японских самолётов.
4 июля 1942 года вернулся на службу в ВМС США, получив звание капитана.
С 1943 года — майор, командир 356-й тактической истребительной эскадрильи 354-й истребительной группы, которая базировалась в Англии и вела действия против немецких войск.
11 января 1944 года Ховард в одиночку на своём истребителе Р-51 Мустанг вёл воздушный бой с около 30-ю немецкими истребителями, которые атаковали группу американских бомбардировщиков B-17 в небе над Ошерслебен, Германия. Более чем за полчаса Ховард защищал бомбардировщики, сбив не менее шести самолётов Люфтваффе. Командир группы бомбардировщиков позднее в своём рапорте указал: «Это было величайшее зрелище, что я только видел. Один одинокий американец вёл бой, казалось, со всем Люфтваффе».
Через неделю ВВС США собрало пресс-конференцию в Лондоне, на которой майор Ховард рассказал об атаке репортёрам, включая репортёров БиБиСи, Ассоциэйтед Пресс, СиБиэС, и Энди Руни — репортёр газеты «Старз энд Страйпс». История стала сенсацией, заголовки газет сообщали о подвиге Ховарда. Так, например журнал «Popular Science» вышел с заголовком «Бой на скорости 425 миль в час».
Спустя месяц Ховарду было присвоено звание подполковника, и в июне 1944 года он был за свой подвиг представлен к Медали Почёта генералом К.Спаатсом.
В начале 1945 года Ховарду было присвоено звание полковника, и он был назначен командиром базы ВВС во Флориде.
В 1947 году, в связи с выделением ВВС США в отдельный род войск, Ховард был переведён в ВВС США, получив в 1948 году звание бригадного генерала.
В 1949 году вышел в отставку, вначале был директором гражданского аэропорта, затем занимался бизнесом, основав инжиниринговую компанию Ховар Ресёч, которую в конечном счёте продал компании Control Data Corporation.
В 1991 году написал автобиографию «Рёв тигра», в основном состоящую из военных воспоминаний.
Умер 18 марта 1995 года. Похоронен на Арлингтонском национальном кладбище в пригороде Вашингтона.

## Подвиг
Цитата из наградного листа Медалью Почёта:
«За выдающиеся храбрость и отвагу, риск для жизни, проявленные выше и сверх требований долга, проявленные в бою с врагом около Ошерслебен, Германия, 11 января 1944 года. В этот день полковник Ховард был ведущим группы истребителей Р-51, обеспечивающей поддержку группы тяжёлых бомбардировщиков над вражеской территорией. Как только группа Ховарада встретила бомбардировщики в указанной точке, они были атакованы вражескими истребителями. Полковник Ховард с его группой немедленно принял бой с противником, уничтожив немецкий Мессершмитт Bf.110. В результате этой атаки полковник Ховард потерял контакт со своей группой и вернулся к бомбардировщикам. Затем он увидел, что бомбардировщики тяжело атакованы вражескими самолётами и что ни одного дружеского истребителя нет поблизости. Хотя полковник Ховард мог подождать, попытаться собрать свою группу до вступления в бой, он выбрал вместо этого в одиночку атаковать группу более чем из 30-ти немецких самолётов. С полным игнорированием собственной безопасности он вёл около 30-минутный бой, в результате которого уничтожил три вражеских самолёта и вероятно уничтожив или повредив остальные. К концу этого боя, три его пулемёта вышли из строя, а запас топлива стал угрожающе мал. Несмотря на эти трудности и почти невероятные шансы, которые были против него, полковник Ховард продолжил свои агрессивные действия в попытке защитить бомбардировщики от множества истребителей. Его умения, храбрость, и отвага в этом бою - пример героизма, который будет служить вдохновением для ВВС США.» - генерал-лейтенант Карл Спаатс
Оригинальный текст (англ.)For conspicuous gallantry and intrepidity above and beyond the call of duty in action with the enemy near Oschersleben, Germany, on 11 January 1944. On that day Col. Howard was the leader of a group of P-51 aircraft providing support for a heavy bomber formation on a long-range mission deep in enemy territory. As Col. Howard's group met the bombers in the target area the bomber force was attacked by numerous enemy fighters. Col. Howard, with his group, at once engaged the enemy and himself destroyed a German ME. 110. As a result of this attack Col. Howard lost contact with his group, and at once returned to the level of the bomber formation. He then saw that the bombers were being heavily attacked by enemy airplanes and that no other friendly fighters were at hand. While Col. Howard could have waited to attempt to assemble his group before engaging the enemy, he chose instead to attack single-handed a formation of more than 30 German airplanes. With utter disregard for his own safety he immediately pressed home determined attacks for some 30 minutes, during which time he destroyed 3 enemy airplanes and probably destroyed and damaged others. Toward the end of this engagement 3 of his guns went out of action and his fuel supply was becoming dangerously low. Despite these handicaps and the almost insuperable odds against him, Col. Howard continued his aggressive action in an attempt to protect the bombers from the numerous fighters. His skill, courage, and intrepidity on this occasion set an example of heroism which will be an inspiration to the U.S. Armed Forces.